# Ambohitompoina
Ambohitompoina è una città e comune del Madagascar situata nel distretto di Antanifotsy, regione di Vakinankaratra. 
La popolazione del comune rilevata nel censimento 2001 era pari a 41 433 unità.